# Schieffelinita
La schieffelinita és un mineral de la classe dels sulfats. Rep el seu nom d'Ed Schieffelin (1847-1897), el cercador que va descobrir el districte miner de Tombstone.

## Característiques
La schieffelinita és un sulfat de fórmula química Pb10Te₆6+O20(OH)14(SO₄)(H₂O)₅. Va ser aprovada com a espècie vàlida per l'Associació Mineralògica Internacional l'any 1979. Cristal·litza en el sistema ortoròmbic. Els cristalls són molt rars, sent aplanats en {010}, modificats per {001}, {320} i {133}; normalment en forma de plaques o escates, de fins a 1 mil·límetres, en agregats a l'atzar. La seva duresa a l'escala de Mohs és 2. És un mineral isostructural amb la cromschieffelinita.
Segons la classificació de Nickel-Strunz, la schieffelinita pertany a «07.CD - Sulfats (selenats, etc.) sense anions addicionals, amb H₂O, amb cations grans només» juntament amb els següents minerals: matteuccita, mirabilita, lecontita, hidroglauberita, eugsterita, görgeyita, koktaïta, singenita, guix, bassanita, zircosulfat, montanita i omongwaïta.

## Formació i jaciments
Va ser descoberta l'any 1979 a la mina Joe, al districte de Tombstone, al comtat de Cochise, Arizona (Estats Units). També ha estat descrit a altres mines del districte miner de Tombstone, així com al comtat de Chongli, a Hebei (Xina). Sol trobar-se associada a altres minerals com: rodalquilarita, girdita, bromargirita, or, pirita, empressita, goethita i quars.